# Белогородское викариатство
Белогородское викариатство — викариатство Киевской епархии Украинской Православной Церкви. Именуется по селу Белогородка в Киево-Святошинском районе Киевской области.

## История
Город (замок) Белгород был основан великим князем киевским Владимиром Святославичем в 991 году. Как Белый город светлого христианского будущего-образец хорошей правильной и весёлой жизни. В 997 году Белгород во время отсутствия дружины испытал печенежскую осаду. С XII века — в составе Киевского княжества.

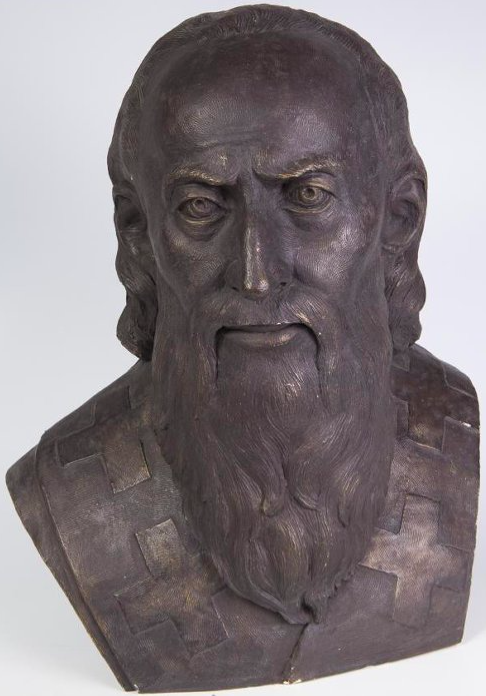
Максим, епископ Белгородский (умер в 1190 г.), реконструкия М. М. Герасимова

Иногда именовалась Великобелгородской. Нет согласия о том была ли эта епархия самостоятельной или викариатством Киевских митрополитов.
Большой цветущий город был полностью разрушен во время монголо-татарского нашествия в 1240 году. После этого кафедра в Белгороде пресеклась, хотя сам город через некоторое время возродился.
В 1360-х годах Белгород подпал под власть феодальной Литвы. С тех пор он стал называться Белогородкой. Сначала она принадлежала Киевскому замку, а с 1560 года — великому князю литовскому.
При польском владычестве Белогородка принадлежала митрополитам Киевским или Софийскому монастырю. Польские историки описывают её лежащей среди лесов, простиравшихся от Днепра и реки Припяти и называют окрестности Белогородки Киевским полесьем. Белгородка состояла в монастырском владении до поступления в казну недвижимых монастырских имений после секуляризационной реформы 1764 года. С того времени только мельница на реке Ирпени с небольшим участком земли оставлена во владении митрополичьего дома, получающего от неё до 1 500 рублей в год арендного дохода. Из древностей Белгорода ничего не осталось.
18 октября 2007 года решением Священного Синода Украинской православной церкви было учреждено Белгородское викариатство Киевской епархии, по имени Белогородки. Местом пребывания викарного архиерея определен Свято-Пантелеимоновский монастырь в Феофании в Киеве.

## Епископы
Древняя кафедра
Список епископов Белгородских, упоминаемых у Нестора:
- 1) Никита, хиротонисан или определён из пришедших из Греции епископов 992 года.
- 2) Стефан, упоминается в Никоновой летописи под 1072 годом на первом перенесении мощей благоверных русских князей Бориса и Глеба в Вышгороде.
- 3) Лука из пострижеников Киево-Печерских упоминается под 1089 годом на освящении Успенской Печерской церкви вместе с Иоанном, митрополитом Киевским и всей России.
- 4) Никита II, хиротонисан 1113 года, упоминается во втором перенесении мощей благоверных князей Бориса и Глеба в Вышгороде.
- 5) Феодор, бывший на соборе Киевском 1147 года при решении поставлять Киевских митрополитов главой святого Климента.
- 6) Дионисий, по списку Никонову без указания лет.
- 7) Иоанн, по списку Никонову без указания лет.
- 8) Кириней, по списку Никонову без указания лет.
- 9) Максим упоминается в 1189 году, а скончался в 1190-м году.
- 10) Адриан в 1190 году хиротонисан из игуменов Выдубецкого монастыря и духовников князя Рюрика Ростиславича; упоминается и 1197 года при вторичном освящении в Белгороде епископской церкви.[4]

Белогородское викариаство Киевской епархии
- Николай (Грох) (18 октября 2007 — 17 июня 2017 года)
- Сильвестр (Стойчев) (с 24 декабря 2017 года)